# Luchthaven Stockholm-Västerås
Luchthaven Stockholm-Västerås, ook bekend als Luchthaven Västerås of Hässlö flygplats, is een luchthaven ongeveer 100 km ten westen van Stockholm, Zweden.
Reizen naar het centrum van Stockholm, kan via flygbussarna, een privé en reguliere busdienst. Dit duurt ongeveer 1 uur en 15 minuten.